# Kniksenprisen
Der Kniksenprisen war eine jährlich vergebene Auszeichnung im norwegischen Fußball. Die Auszeichnung wurde von Norsk Toppfotball (NTF), der Organisation der Erst- (Eliteserien) und Zweitliga-Vereine (1. Division), und Norges Fotballforbund (NFF) vergeben.
Der Preis wurde nach Roald Jensen bzw. dessen Spitznamen Kniksen benannt. Jensen war der jüngste Spieler überhaupt, der 25 Länderspiele für Norwegen absolviert hatte.
Die Hauptauszeichnung „Årets Kniksen“ wurde von 1990 bis 2013 vergeben. Rekordsieger sind mit jeweils drei Titeln Rune Bratseth und John Carew. Der deutsche Bundesliga-Verein Werder Bremen stellte dank Bratseths Auszeichnungen die meisten Gewinner.
2014 wurden Kniksenprisen und Årets Kniksen durch den Gullballen (dt. Goldener Ball) ersetzt. Der Ehren-Kniksen wurde zunächst nur bei Bedarf vergeben; seit der Änderung der Vergaberegeln wird er nun alljährlich verliehen. 

## Kniksenprisen
Zwischen 1990 und 2013 wurden Aktive der Tippeligaen in sechs Kategorien ausgezeichnet: Bester Torhüter, Bester Abwehrspieler, Bester Mittelfeldspieler, Bester Stürmer, Bester Trainer, Bester Schiedsrichter. 2006 und 2007 wurden zusätzliche Preise vergeben: Bester Spieler der Adeccoliga, Bester Nachwuchsspieler, Tor des Jahres.
Den festlichen Rahmen bildete die offizielle Sportgala nach dem Ende der Saison. Eine Jury aus Spielern, Trainern und Offiziellen der Liga und des Verbandes bestimmte die Preisträger.

## Årets Kniksen
- 1990: Erik Thorstvedt, Tottenham Hotspur
- 1991: Rune Bratseth, Werder Bremen
- 1992: Rune Bratseth, Werder Bremen
- 1993: Egil Olsen, Nationaltrainer
- 1994: Rune Bratseth, Werder Bremen
- 1995: Hege Riise, Norwegische Frauennationalmannschaft
- 1996: Ole Gunnar Solskjær, Manchester United
- 1997: Nils Arne Eggen, Trainer Rosenborg BK
- 1998: Tore André Flo, FC Chelsea
- 1999: Henning Berg, Manchester United
- 2000: Erik Mykland, TSV 1860 München
- 2001: Ørjan Berg, Rosenborg BK
- 2002: André Bergdølmo, Ajax Amsterdam
- 2003: Martin Andresen, Stabæk Fotball
- 2004: Erik Hagen, Vålerenga IF
- 2005: John Carew, Olympique Lyon
- 2006: John Arne Riise, FC Liverpool
- 2007: John Carew, Aston Villa
- 2008: John Carew, Aston Villa
- 2009: Brede Hangeland, FC Fulham
- 2010: Anthony Annan, Rosenborg BK
- 2011: Mohammed Abdellaoue, Hannover 96
- 2012: Brede Hangeland, FC Fulham
- 2013: nicht vergeben

Ab 2014 siehe: Gullballen

## Kniksens hederspris
Seit 2016 wird nur noch dieser Ehrenpreis für besondere Verdienste verbindlich jährlich vergeben. Die Vergabe erfolgt in der Regel am Wochenende vor dem norwegischen Pokalfinale.
- 1990: nicht vergeben
- 1991: Terje Kojedal (Ham-Kam) und Sverre Brandhaug (Rosenborg Trondheim)
- 1992: Egil Olsen (Nationaltrainer) und Per Egil Ahlsen (Fredrikstad FK)
- 1993: Norwegische Frauennationalmannschaft
- 1994: Per Ravn Omdal (Präsident des norwegischen Fußballverbandes) und Rune Bratseth
- 1995: Ola By Rise, Rosenborg Trondheim
- 1996: Erik Thorstvedt, Viking FK
- 1997: Rosenborg Trondheim
- 1998: Rune Pedersen, Schiedsrichter
- 1999: Nils Johan Semb, Nationaltrainer, und Jostein Flo
- 2000: Jahn-Ivar Jakobsen, Rosenborg Trondheim und Norwegische Frauennationalmannschaft
- 2001: Bent Skammelsrud und Roar Strand, jeweils Rosenborg Trondheim
- 2002: Nils Arne Eggen, Rosenborg Trondheim
- 2003: Per Ravn Omdal, Präsident des norwegischen Fußballverbandes
- 2004: Henning Berg und Hege Riise
- 2005: nicht vergeben
- 2006: nicht vergeben
- 2007: Ole Gunnar Solskjær
- 2008: Ronny Johnsen
- 2009: Karen Espelund, ehemaliger Generalsekretär des norwegischen Fußballverbandes
- 2010: Terje Hauge, Schiedsrichter
- 2011: Sigurd Rushfeldt
- 2012: Nils Skutle
- 2013: nicht vergeben
- 2014: Boye Skistad, Vorstand Norsk Toppfotball
- 2015: Frode Johnsen, Odds BK
- 2016: Daniel Berg Hestad, Molde FK
- 2017: Åge Hareide, Fußballtrainer
- 2018: Kjetil Rekdal
- 2019: Bjarne Berntsen, Ingrid Hjelmseth
- 2020: Erling Haaland
- 2021: Fußballfamilien Berg (u. a. Patrick Berg)
- 2022: Martin Ødegaard